# Santa Cecilia (Skulptur)
Die Skulptur der Heiligen Cäcilie ist eine im Jahr 1600 geschaffene, knapp lebensgroße Marmorskulptur der Märtyrerin und Heiligen Cäcilia, die sich in ihrer Kirche Santa Cecilia in Trastevere in Rom unterhalb des Altars befindet. Sie gilt als Hauptwerk des frühbarocken Bildhauers Stefano Maderno.

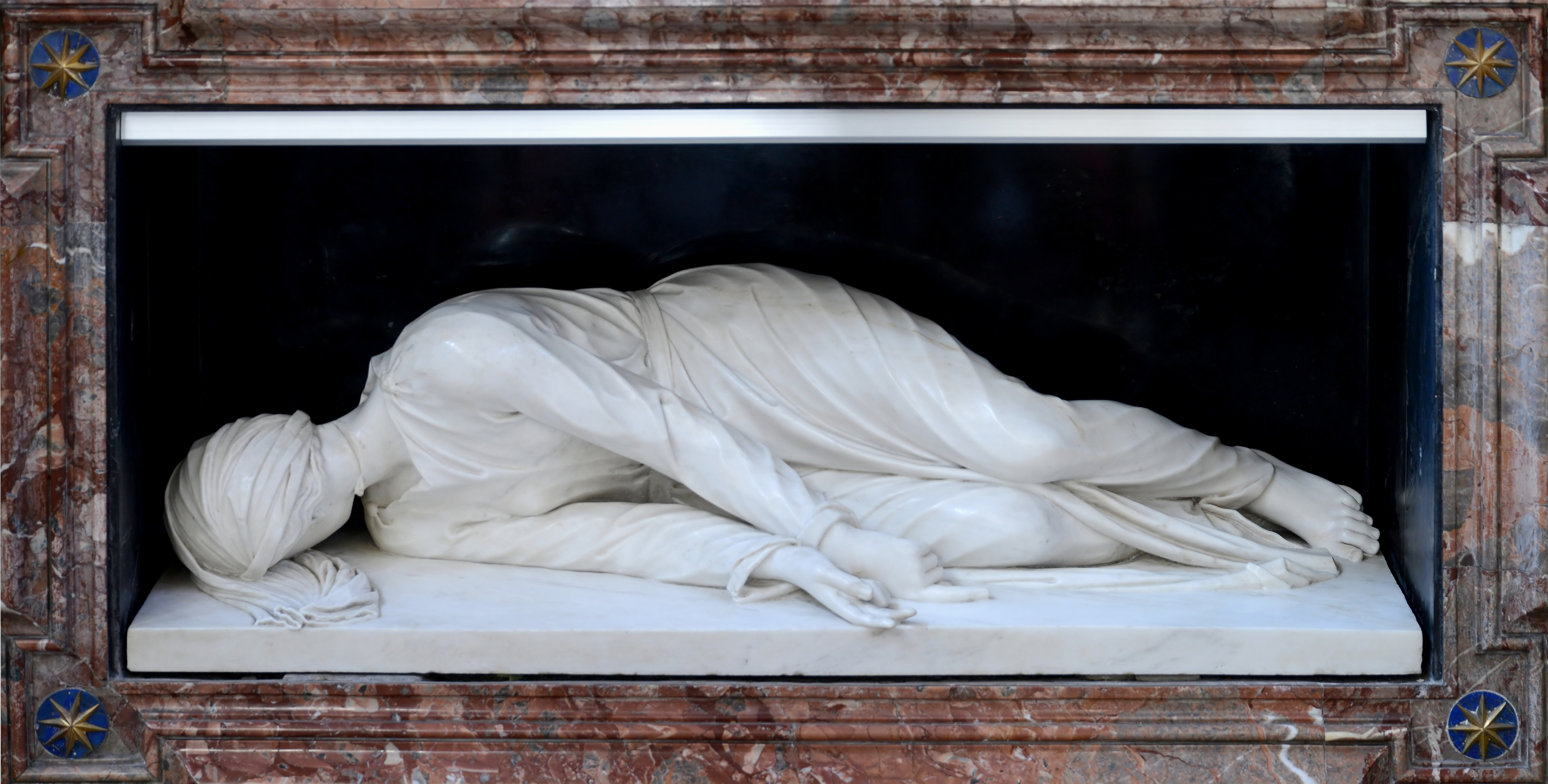
Die Skulptur der Heiligen Cäcilie nach der Restaurierung von 2001/2002

## Vorlage und Entstehung der Skulptur
Im Jahre 822 hatte Papst Paschalis I. den Leichnam der Heiligen in einem Sarg aus Zypressenholz aus der Calixtus-Katakombe herbeischaffen und in der ihr geweihten Kirche beisetzen lassen. Bei Ausschachtungsarbeiten für die Restaurierung der Kirche wurde der Sarg am 20. Oktober 1599 geöffnet. Die dominikanische Terziarierin Francesca Paluzzi, mit welcher der Kardinal mit der Titelkirche Santa Cecilia, Paolo Emilio Sfondrati, in engem Kontakt stand, soll in einer ihrer mystischen Visionen die Aufmerksamkeit auf diesen Sarg gelenkt haben. Zum Vorschein kam der angeblich tadellos erhaltene Leichnam einer jungen Frau in kostbaren Gewändern. Sofort beauftragte Sfondrati den rasch herbeigerufenen jungen Bildhauer Stefano Maderno, eine Skulptur zu schaffen, die dieses Wunder dokumentieren sollte. Das Ergebnis ist ein nicht nur in seiner technischen Ausführung herausragendes, sondern auch in seinen inhaltlichen Implikationen vielschichtiges Bildwerk.

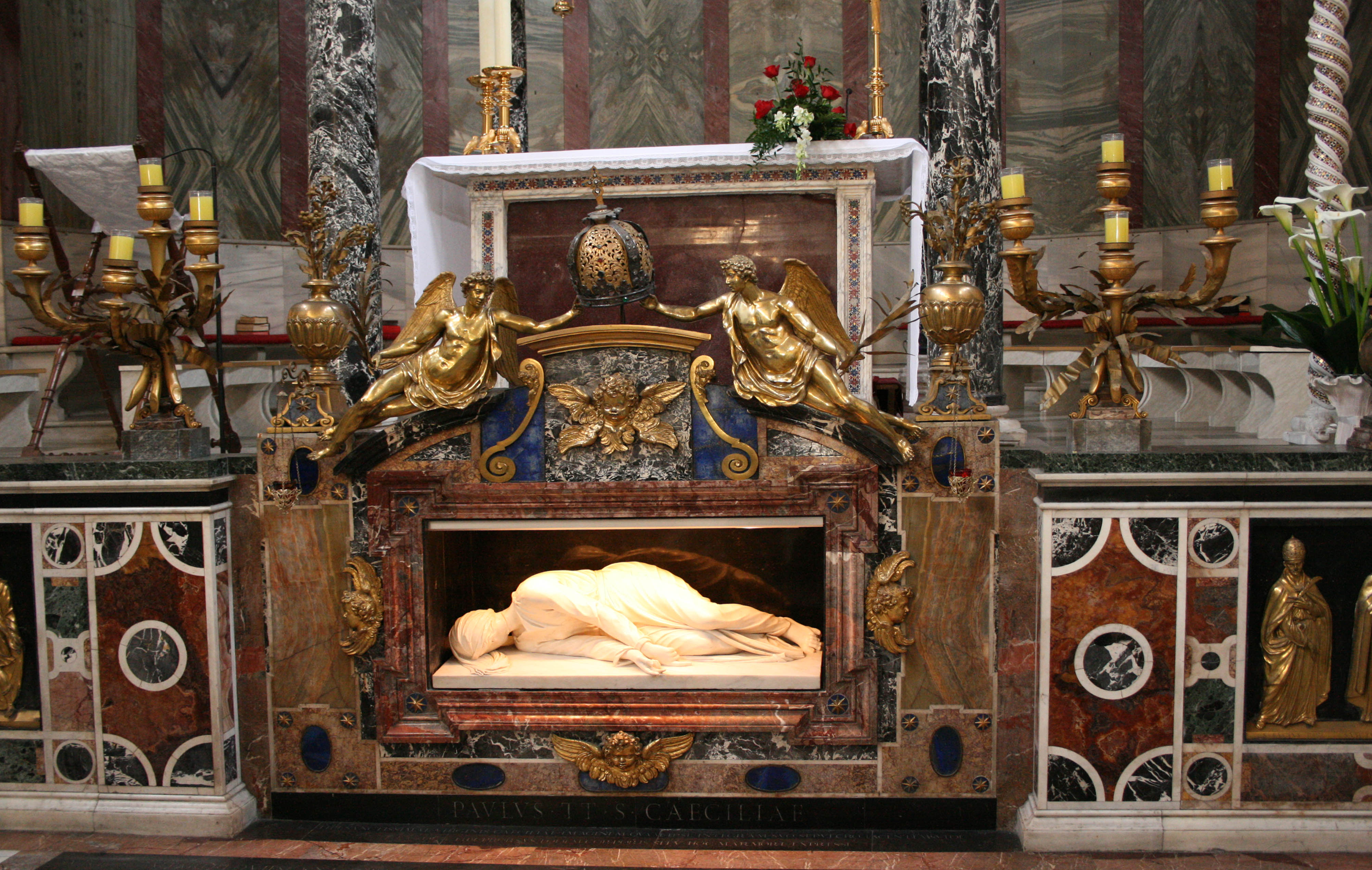
Die Skulptur der Heiligen Cäcilie in ihrem Aufstellungskontext unterhalb des Altars

## Ikonographie
Platziert ist die Skulptur in einem vollkommen mit schwarzem Marmor ausgekleideten, nach vorne offenen Kasten unterhalb des Altars am Abgang zur Krypta, der die helle Figur effektvoll hervorhebt. Gearbeitet ist sie aus parischem Marmor, der aus antiken Überresten gewonnen wurde. Dargestellt ist der unversehrte Leichnam der Heiligen, wie er sich bei Öffnung des Sarges angeblich darbot, auf der rechten Seite liegend und gekleidet in ein antik anmutendes langärmliges Tunikagewand. Das mit einem Tuch umwundene Haupt ist zur rechten Schulter gedreht und wendet mithin das Gesicht vom Betrachter ab. Auf diese Weise erkennt der Betrachter sofort den tiefen Einschnitt im Nacken, der auf Cäcilias Tod durch Enthauptung verweist. Der Überlieferung zufolge gehörte Cäcilia einer alteingesessen römischen Familie an und hatte auch als verurteilte Christin einen Anspruch auf diese als Privileg römischer Bürger verstandene Hinrichtungsart. Die von Jacobus de Voragine in der Legenda aurea aufgezeichnete legendäre Biographie der Heiligen vermerkt, dass der Henker ihr Haupt mit den drei Schlägen, die ihm zustanden, nicht vom Körper trennen konnte. Drei Tage lang habe Cäcilie halbtot dagelegen, den Glauben gepredigt und Heiden bekehrt, sich von Papst Urban I. taufen zu lassen. Sie verkündete dabei, Gott um den Aufschub dreier Tage gebeten zu haben, um noch Gutes in Seinem Sinne wirken zu können. Auf dieses ebenso wundersame wie segensreiche Fortleben weisen die mittig im Vordergrund platzierten Hände hin. Der ausgestreckte Zeigefinger der Linken wird zusammen mit den drei ausgestreckten Fingern der Rechten als trinitarisches Bekenntnis gedeutet („ein Gott in drei Personen“). Zugleich vollziehen Zeige- und Mittelfinger der Rechten den klassischen christlichen Segensgestus.

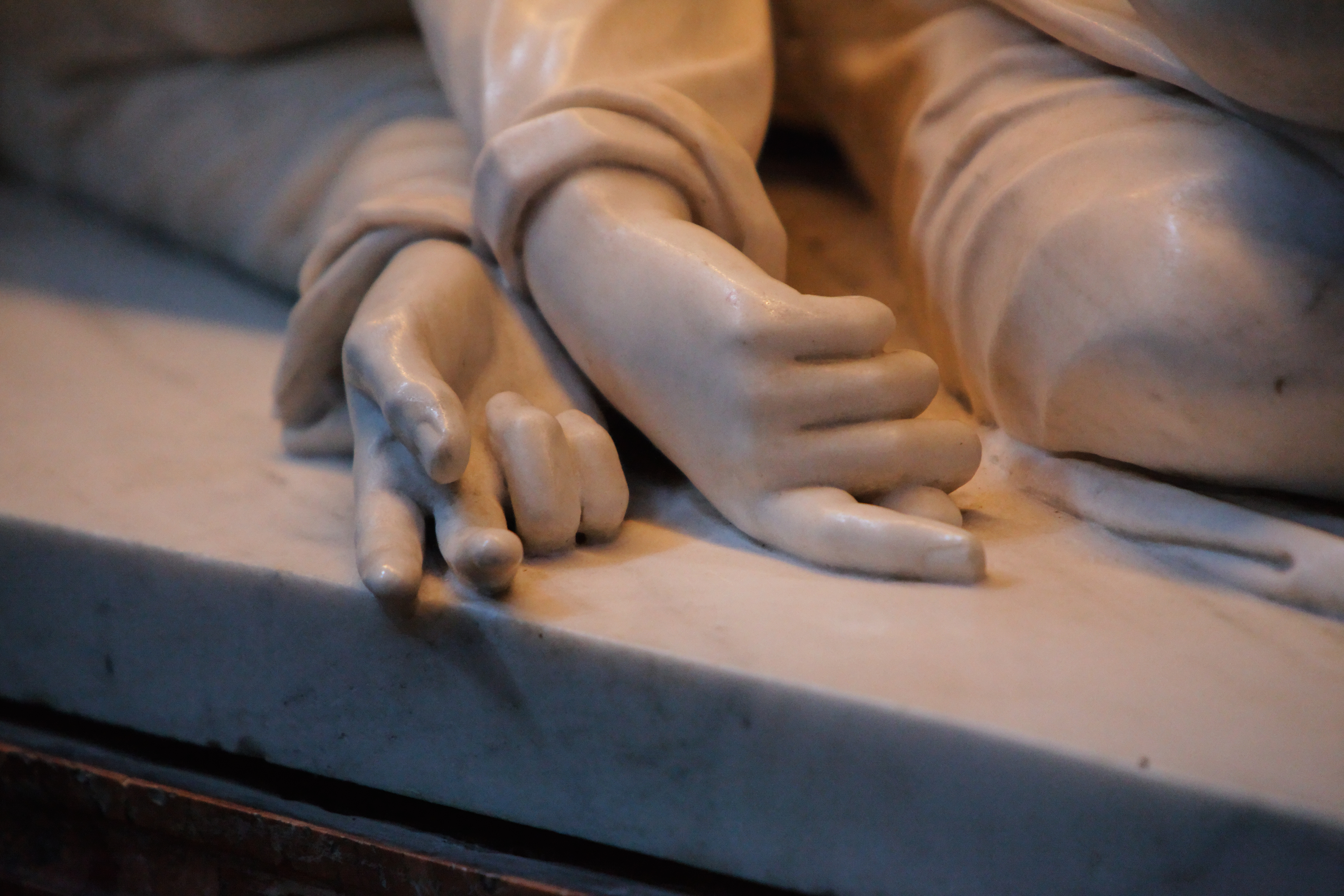
Skulptur der Heiligen Cäcilie, Detail: die Hände mit dem angedeuteten Segensgestus

## Religionspolitische Bedeutung
Die Fundumstände und der Auftrag an Maderno sind vor dem zeitgenössischen Hintergrund der Gegenreformation zu sehen. Unmittelbar vor Anbruch des Heiligen Jahres 1600 setzten die aufsehenerregende Entdeckung einer wichtigen stadtrömischen Heiligen und ihre nicht minder spektakuläre Darstellung einen wichtigen Akzent. Zugleich steigerte der Auftraggeber, der frühere Kardinalnepot Paolo Emilio Sfrondati, dessen Onkel, Papst Gregor XIV., seinerseits als Kardinal Santa Cecilia als Titelkirche zugeordnet gewesen war, das Prestige dieser mit seiner Familie eng verbundenen Kirche.

## Nachwirkungen
Die Skulptur Madernos und ihre Präsentation wirkten prägend auf spätere barocke Märtyrerdarstellungen, darunter den Heiligen Sebastian von Giuseppe Giorgetti und die Heilige Anastasia von Francesco Aprile und Ercole Ferrata. Sie selbst wurde mehrfach kopiert: Eine Nachbildung der Figur steht heute in der Calixtus-Katakombe vor den Toren Roms, eine andere in der Marienkirche Onze-Lieve-Vrouw-ter-Duinenkerk in Ostende.
Der Maler Kehinde Wiley, der junge Afroamerikaner in aus bedeutenden Werken der Kunstgeschichte bekannten Posen darstellt, schuf das Gemälde The Virgin Martyr St. Cecilia nach dem Vorbild von Madernos Statue.